# Disk operating system
Pour les articles homonymes, voir Dos (homonymie).
Un disk operating system ou DOS (littéralement système d'exploitation de disque) est un système d'exploitation relativement basique, constitué d'interfaces destinées à simplifier l'utilisation des ordinateurs. En particulier, il permet d'unifier les systèmes d'accès aux périphériques de stockage sur disque (en) tel qu'un lecteur de disquette ou un lecteur de disque dur.
What is disk operating system?Features:
It stands for Microsof Disk Operating System. It is an example of Simgle user Operating System. It is also called CUI (Charater User Interface). 
MS-DOS is a non-graphical command line operating system. Originally developped by Microsoft for IBM, MS-DOS was the standerd operating system for IBM-compatible personal computers. 
Read more : click here

## Historique

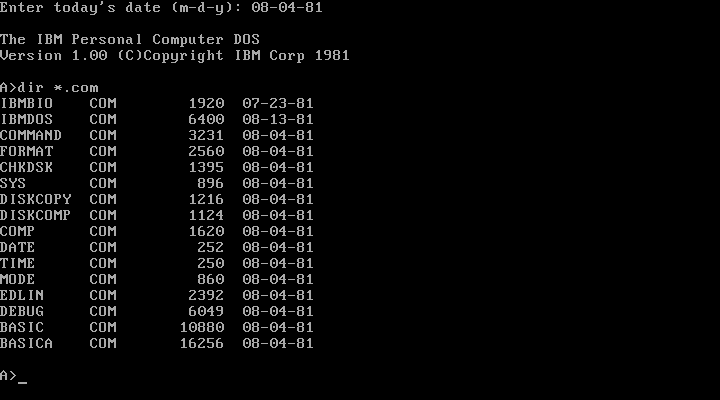
Ecran de l'IBM PC DOS 1.0

C'est un homonyme - probablement voulu - du DOS/360 (en) (Disk Operating System aussi) utilisé sur les mainframes du début des années 1960 jusqu'au milieu des années 1990.
Les premiers micro-ordinateurs disposaient généralement de l'ensemble du système nécessaire en mémoire morte, et comme ni disquettes ni disques durs n'étaient à la disposition du public, ils ne nécessitaient pas de système d'exploitation de disques.
Cependant, avec l'augmentation de la puissance et l'évolution des périphériques des ordinateurs personnels, un DOS est vite devenu utile pour pouvoir mieux utiliser ceux-ci.
Les commandes DOS sont passées par le biais d'une ligne de commande où l'utilisateur entrait ses instructions au clavier (DIR /P, par exemple).
On pouvait trouver de tels systèmes, résidant en ROM ou sur une disquette de démarrage (plus tard, ce sera sur un disque dur), sur des machines comme les Commodore 64, Atari, ou Apple II. Mais c'est surtout à l'IBM PC que l'image d'un DOS reste associée, dans sa version développée pour IBM par Microsoft sous le nom de PC-DOS. Un accord négocié avec IBM donnera à Microsoft le droit d'en commercialiser une variante à peine différente sous le nom de MS-DOS.